# 天竜峡

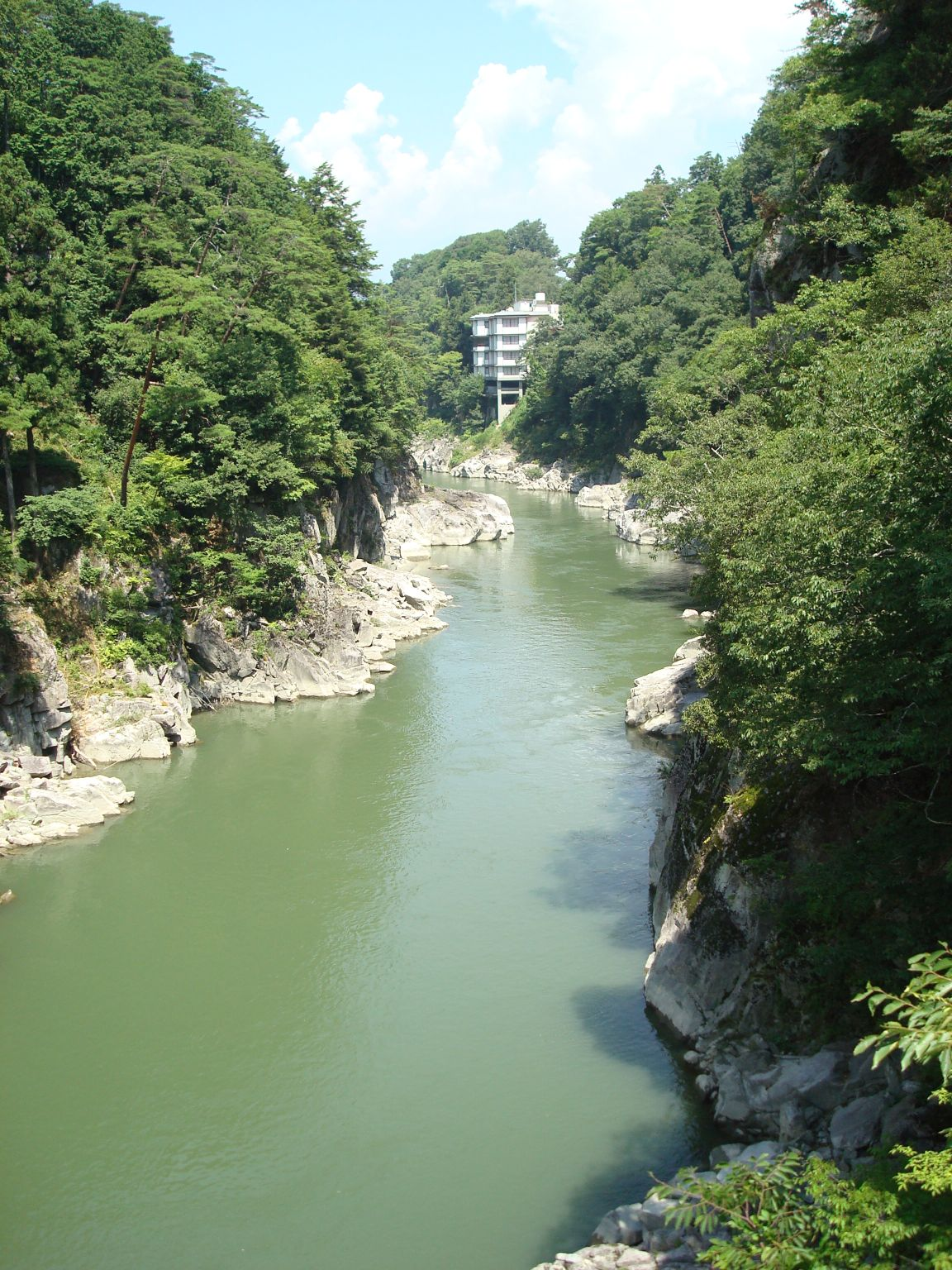
天竜峡下流のつつじ橋（吊橋）より上流を望む

天竜峡（てんりゅうきょう）とは、長野県飯田市にある天竜川の峡谷。国の名勝に指定されており、また天竜奥三河国定公園の一部となっている。竜の字を旧字とした天龍峡と記述されることもある（後述）。

## 概要
暴れ川と言われた天竜川が切り開いた絶壁が続く渓谷である。花崗岩の岸壁にはアカマツやモミジが自生し、新緑や紅葉が見事で、その風光明媚な景色は観光客にも好評である。天竜峡温泉もある。

## 歴史
天竜峡は、諏訪湖を水源とし、伊那谷を通って太平洋に注ぐ天竜川の流域にある。命名は、岡山の漢学者阪谷朗廬によるものである。阪谷は弘化4年（1847年）に当地を訪れている。右岸側の高台には、朗廬の天竜峡碑（漢文）が建立されている。
1882年（明治15年）には、当地の蘭方医で文人としても知られた関島良致（関島松泉）の招請を受け、書道家の日下部鳴鶴が天竜峡の10の奇岩を選定し天竜峡十勝とした。これらの岩は上流より以下のように命名され、それぞれに鳴鶴自筆の銘が彫られている。
1. 垂竿磯（すいかんき）[注釈 1][注釈 2]
2. 烏帽石（うぼうせき）
3. 歸鷹崖（きようがい）
4. 姑射橋（こやきょう）
5. 烱烱潭（けいけいたん）
6. 浴鶴巖（よくかくがん）
7. 仙牀磐（せんじょうばん）
8. 樵廡洞（しょうぶどう）
9. 龍角峯（りゅうかくほう）
10. 芙蓉峒（ふようどう）

1927年（昭和2年）、東京日日新聞などによる日本新八景の選定に際しては、渓谷部門の読者投票で313万票を得て1位になったが、審査員による最終選考からは漏れた。これに憤慨し、飯田地方では東京日日新聞の不買運動が起きたと言われている。八景には漏れたものの、日本二十五勝には選定された。
1934年（昭和9年）には国の名勝となり、市丸の新民謡『天竜下れば』のヒットと合わせて多くの観光客を集めた。
しかし天竜峡付近はもともと狭隘で土砂を溜めやすかったため、河床が上昇し十勝の一部は水面下に沈んだり砂に埋もれるなどした（これには下流にある泰阜ダムの設置が影響しているといった見解もある）。その後、1984年から天竜峡下流側で川底からの砂利採取を継続的に行うことで、河床が低下し景観がある程度回復した（たとえば、芙蓉峒の文字のうち「芙蓉」までが水面上に現れるようになった）。
1969年には近隣地域とともに天竜奥三河国定公園に指定された。1975年には中央自動車道の飯田インターチェンジが供用開始され、1977年の昼神温泉湧出とあわせ、天竜峡を訪れる観光客も増加した。1989年の天竜峡温泉湧出により、観光客は60万人にも達したが、その後は低迷している。
2008年（平成20年）には三遠南信自動車道の部分開通、天龍峡インターチェンジの供用開始に伴い同年を「天龍峡再生元年」と位置づけ、100年をかけて100年前（明治末 - 昭和初期）の景観を取り戻す「天龍峡百年再生プロジェクト」の開始が宣言された。またこれに合わせて地元では、新字体である「竜」の字を各種碑文や名勝指定で用いられている旧字体の「龍」表記に戻す運動が進められている。
2019年（令和元年）11月17日には、三遠南信自動車道・天龍峡インターチェンジ - 龍江インターチェンジ間開通と同時に天龍峡大橋と、橋桁下遊歩道「そらさんぽ天龍峡」が整備された。

## 天竜ライン下り・天竜川和船下り

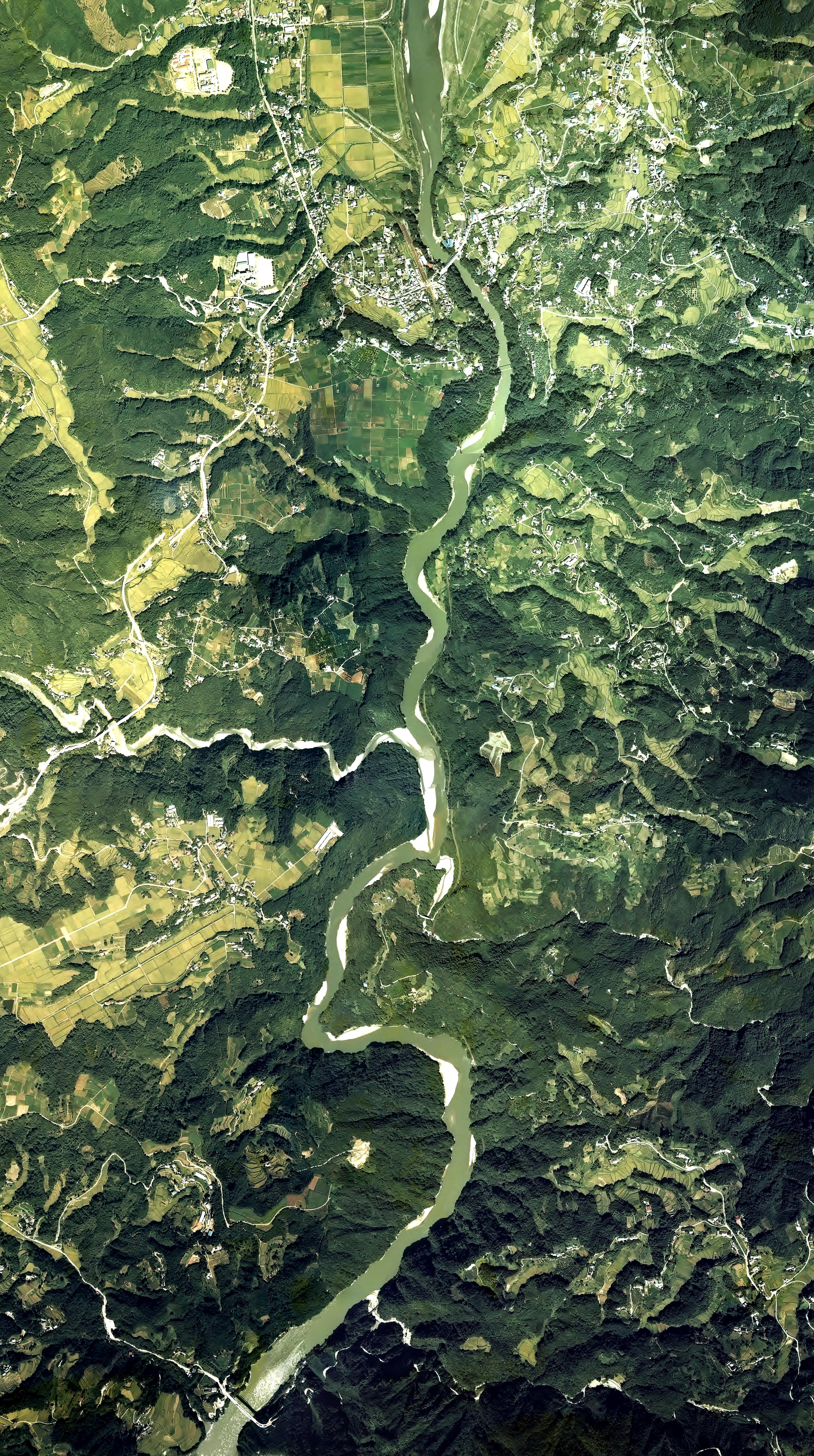
天竜峡の空中写真。画像上方が上流側。
画像上方中央、天竜川本流に架かる橋が姑射橋。画像最下部の橋が唐笠港のある長瀞橋。1976年撮影の8枚を合成作成。

船下りは飯田市における著名な観光スポットとなっている。2016年（平成28年）には「天竜川の舟下り」が飯田市民俗文化財に指定された。
伊那節に「天竜下れば しぶきに濡れる 持たせやりたや 持たせやりたや 桧笠」という歌詞があり、南信州新聞が宣伝にこの歌詞が使われたため、船下りと共に「天竜下ればしぶきに濡れる」という言葉が広く認識されている。
天竜ライン下り
船上から景観を楽しむための天竜ライン下りが、天竜峡温泉港（姑射橋下）から唐笠港（唐笠駅そば）まで天竜ライン遊船有限会社によって運行されている。8時から15時まで一時間に1本ペースで、冬季にはこたつ舟も運航する。約40分船上から大岸壁や奇岩など渓谷美を眺望できる。
天竜川和船下り
天竜峡から上流に当たる弁天港から時又港までは天竜舟下りが運航されてきた（天竜舟下り株式会社は2018年に信南交通と合併）。天竜舟下りは9時から16時（季節によって変更有り）の運航で、こちらも冬季はこたつ舟が運航した。季節ごとに花、新緑、紅葉を楽しみながら峡谷を下ることができた。しかし、コロナ禍の影響を受け、信南交通は2022年（令和4年）1月11日に舟下り事業からの撤退を発表した。その後、南信州リゾートが信南交通から引き継ぎ「天竜川和船下り」として2023年4月15日から事業を始めることになった。

天竜峡の奇岩
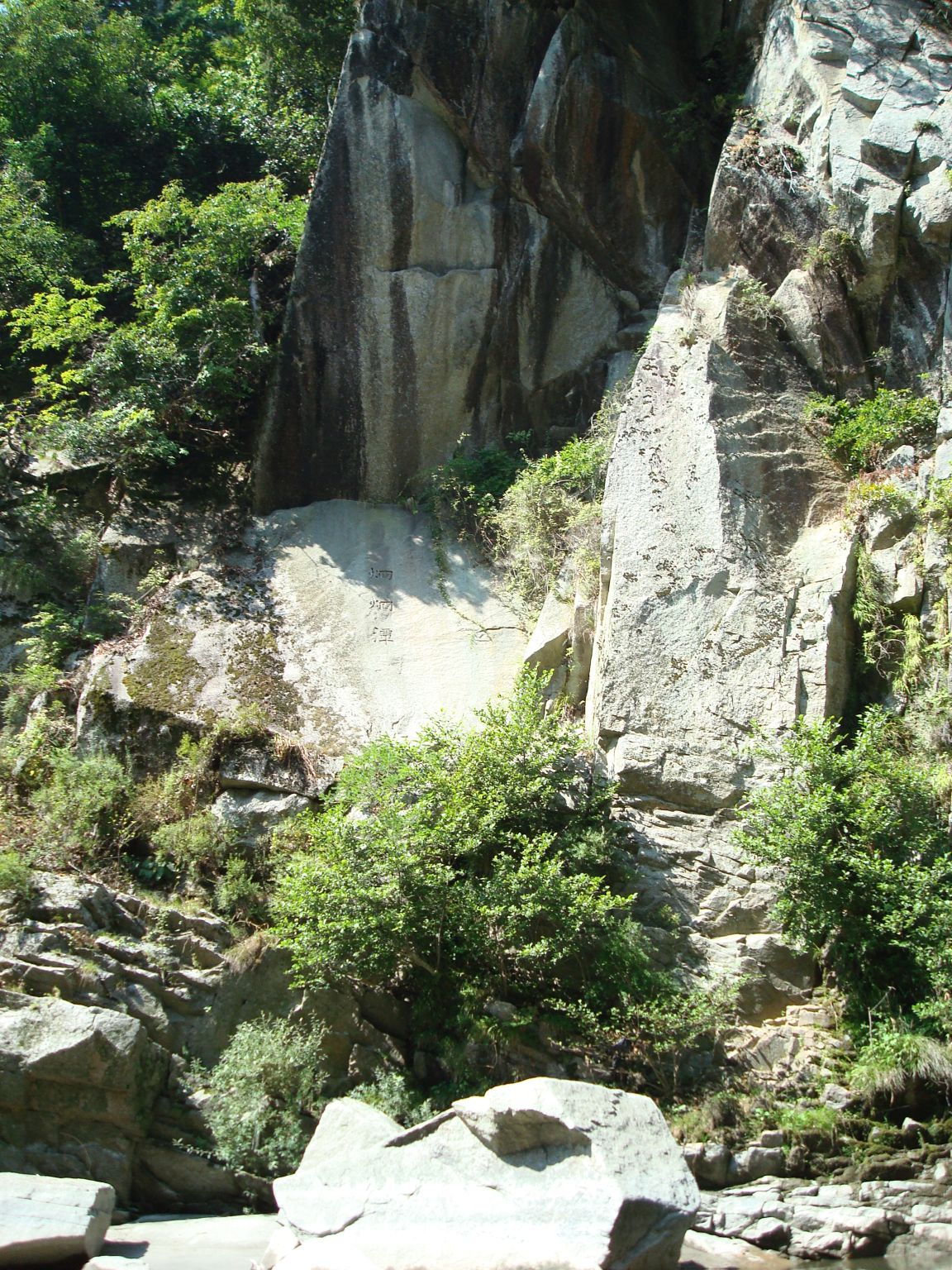
烱烱潭（中央の岩に文字が彫られている）
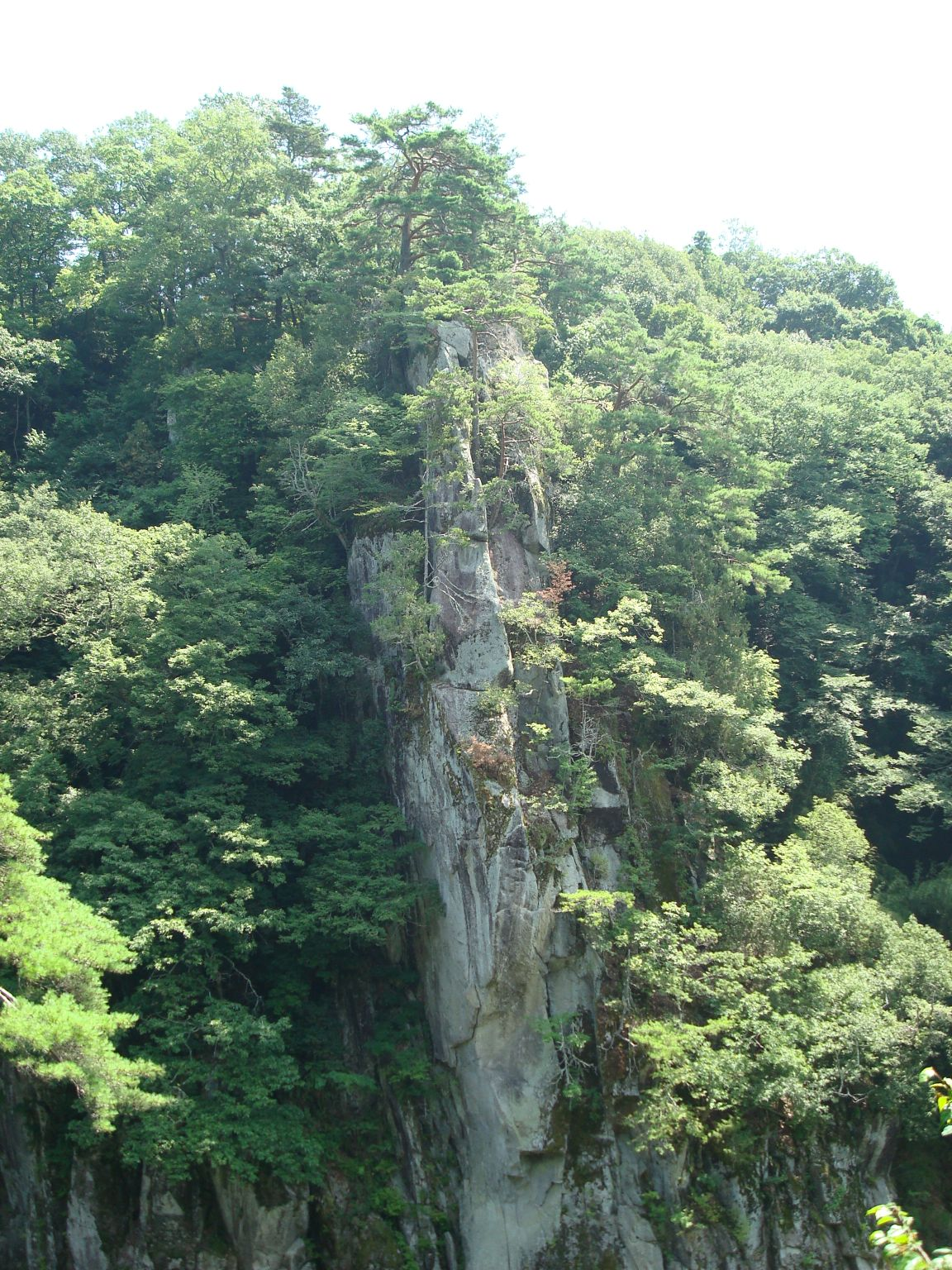
龍角峯
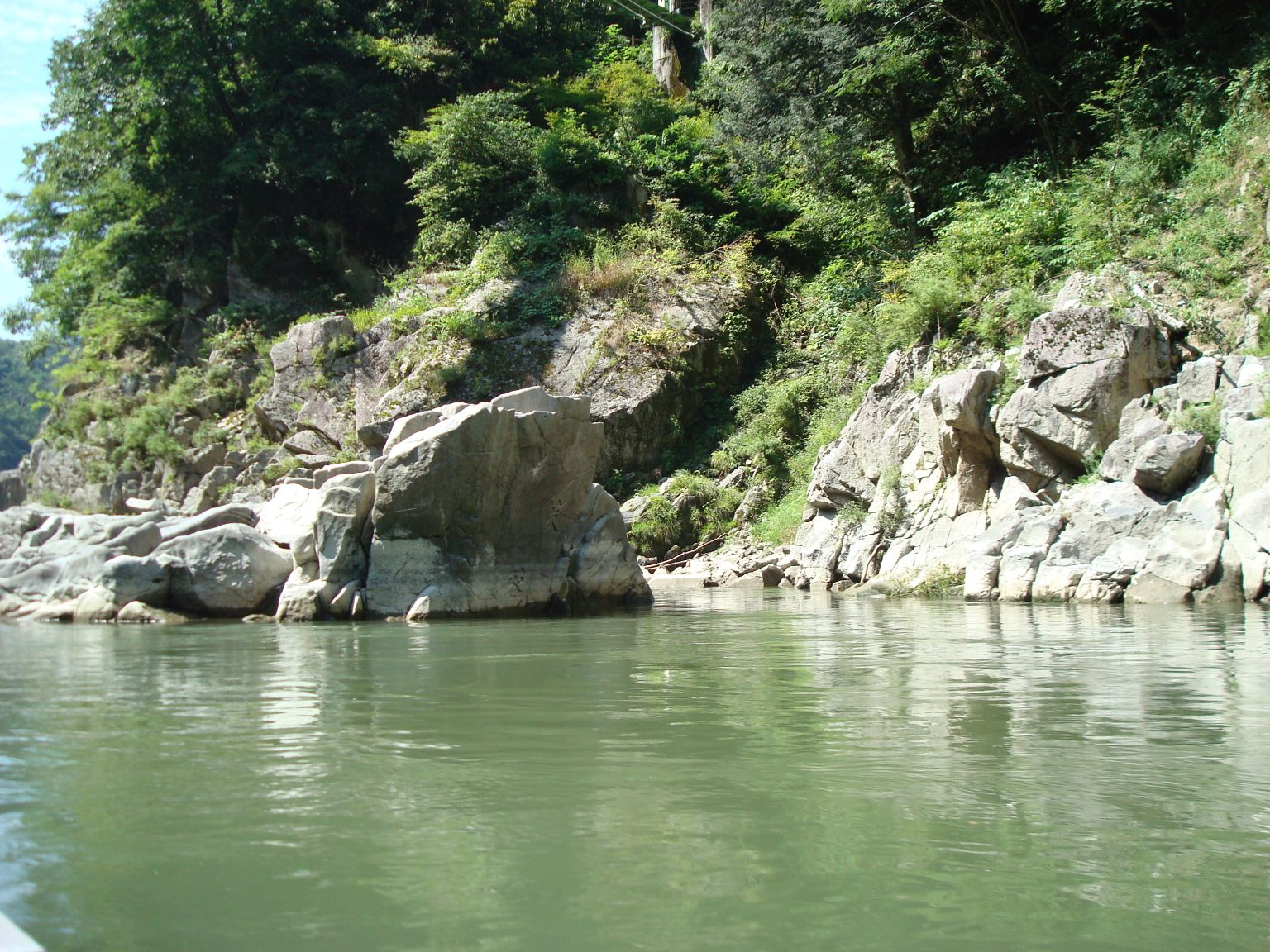
芙蓉峒（芙蓉の2文字が見える）

## 所在地情報
所在地
- 長野県飯田市川路

交通
- 鉄道
  - JR飯田線・天竜峡駅より徒歩5分。

- 道路

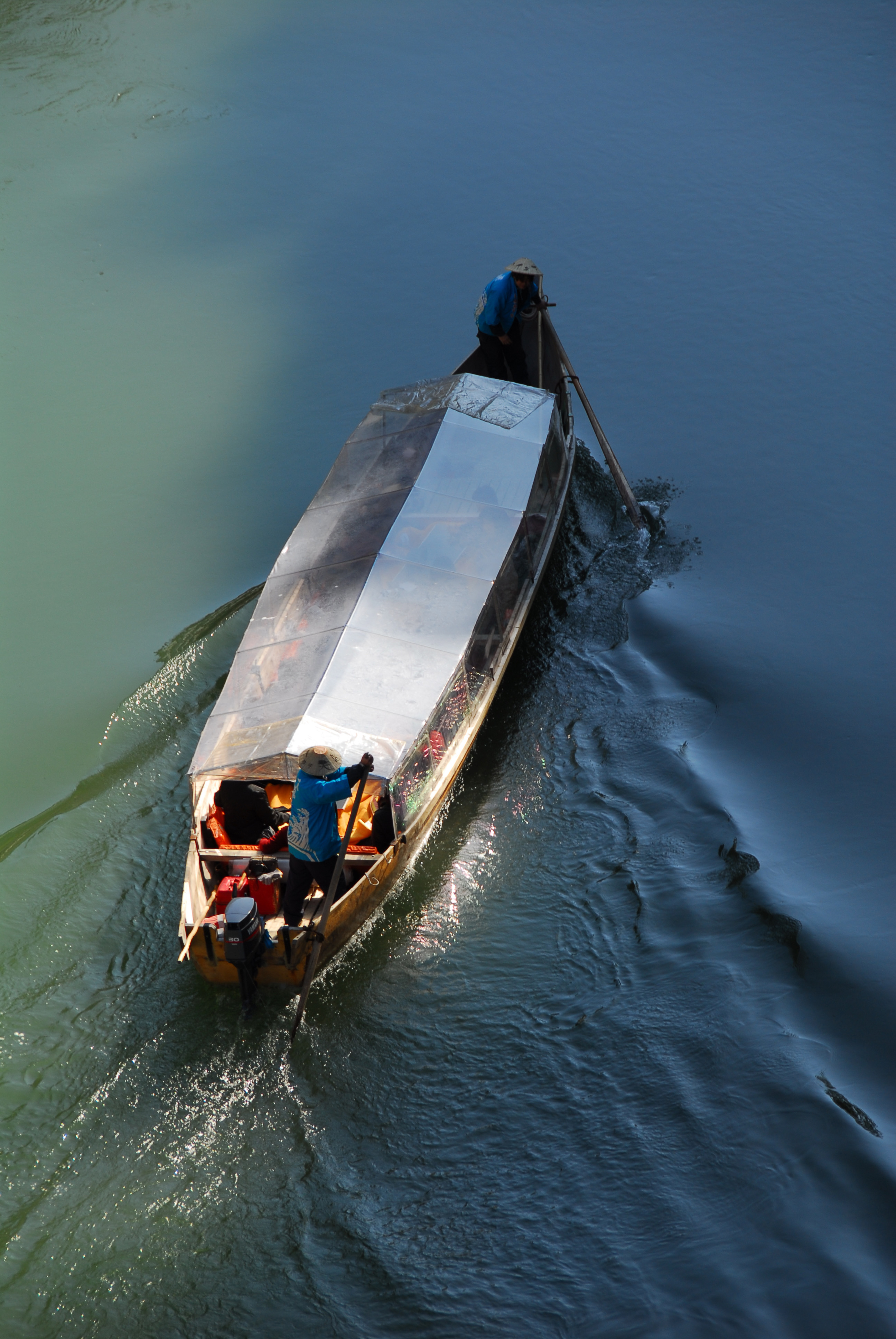
川下り

  - 飯喬道路（三遠南信自動車道）天龍峡インターチェンジ